# 肖恩·拉蒙特
肖恩·拉蒙特（英語：Sean Lamont；1981年1月15日—）是一位蘇格蘭橄欖球運動員。他是蘇格蘭國家橄欖球隊的一員，代表蘇格蘭參加了2015年世界盃橄欖球賽。